# アーナンダ・クマーラ
アーナンダ・クマーラ （Ananda Kumara）は、グローバル人材育成、国際開発、開発経済学、技術移転、国際労働移動、アジア研究などを専門分野とするスリランカ 出身の大学教授、名城大学外国語学部の初代学部長。その後、スリランカ初の日系のIT大学の初代学長に就任。

## 経歴
スリランカ コロンボ県ヘーネガマ公立高校卒業後、ケラニヤ大学へ入学、理学部卒。卒業時において学年最優秀賞を受賞（Received the First Class Honors pass at the graduation, University of Kelaniya, Sri Lanka）。卒業後、スリランカリバ株式会社で経営研修員として勤務、約6か月後Samson (Exports)株式会社に転職した。1年後母校であるケラニヤ大学の講師となる。スリジャヤワルダナプラ大学で応用数学の大学院コースを修了。博士課程に進学するために日本の東京工業大学に留学し、経営工学専攻の修士課程及び社会工学専攻の博士課程を修了（Completed the Master of Engineering Degree and Doctor of Engineering degree at Tokyo Institute of Technology、Japan）。国費留学生（Scholar of Japanese Government）。学位は理学士（ケラニヤ大学）、工学修士、工学博士（共に東京工業大学大学院）。博士課程在学中に、日本に本部のある国連機関国際連合地域開発センターの国連リサーチフェローとなり、博士課程修了とともに同センターの産業開発部研究員（After the Ph.D., became United Nations Researcher, United Nations Center for Regional Development)として勤務、主として技術移転、及び外国直接投資に伴う受け入れ国などへの影響についての研究プロジェクトを担当した。
後に新設予定の鈴鹿国際大学（現：鈴鹿大学）の教員となるために国連センターを退職(Resigned from United Nations Center for Regional Development to join newly established Suzuka International University)。鈴鹿国際大学では、助教授（現、准教授）、教授の職位のほか、学部長、学長補佐を歴任した（Held positions as Associate Professor, Professor, Dean, Vice President）。
2013 - 2016年の間は、 東京工業大学特任教授（Professor、Tokyo Institute of Technology）（兼任。配属：グローバル人材育成推進支援室）となった。2014年より名城大学経営学部教授Professor, Meijo Universityとして就任。同大学の新学部開設準備室長（Director, Office for New Faculty Establishment）として外国語学部の準備に携わり、2016年4月より、新設された外国語学部の初代学部長（Founder Dean, Faculty of Foreign Studies, Meijo University）へ就任した。2021年3月退職。同年4月より名城大学名誉教授（2021~、Honorary Professor, Meijo University)。LNBTI（Lanka Nippon BizTech Institute, Advisory Board Member）アドバイサリボードメンバー（スリランカ、2020年 -）、スリランカ初の日系のIT大学Lanka Nippon BizTech Institute （LNBTI)の初代学長（2023年～）President, Vice Chancellor, LNBTI(2023~）

## 主な学会活動
主要な学会活動には、グローバル人材育成教育学会・会長（President, Japan Association for Global Competence Education、2022年～）、同会副会長（2021～2022年、国際交流部担当）（2018～2020年：同学会常任理事）（Vice President, Japan Association for Global Competency Education、2021~）、第五回・第6回日本・スリランカ共同研究研究会・国際アドバイザーチーム員(2017年 - ), グローバル人材育成教育学会・副会長（2016 - 2018年度）、グローバル人材育成教育学会第6回全国大会実行委員会・委員長（2016 - 2018年）、在日本スリランカ人研究者協会副会長（2020～）（同会長2016～2019）Sri Lanka Academics Association of Japan Vice President（2019~), 会長（2016 - 2019年 ）国際開発学会東海支部支部長（2011 - 2014年）などがある。最近は特に「グローバル人材育成教育」に力を入れている。

## 社会連携活動
主要な社会連携活動には、在日本スリランカ人研究者協会・副会長（2020年　-）、愛知県国際戦略アドバイザー（2018年 -）、学校法人名城大学・評議員（2016 - 2020年 ）、学校法人名城大学・協議員（2016 - 2020年 ）、非営利活動法人「フェアトレード名古屋ネットワーク」アドバイザー（2017年 - ）、名城大学外国語学部懇談会・会長（2017 -2020年 )、在日本スリランカ人研究者協会・会長（2016 - 2019年）、「日本・スリランカ国際共同研究会・インターナショナルアドバイザー（2016年- )、国際連合地域開発センター設立45周年記念事業実行委員会・実行委員（2015 - 2016年）、扶桑セイロン瓜プロジェクト・雇問（2014年 - ）、ODA評価スリランカ国別評価チームアドバイザー（外務省、2013年）、鈴鹿国際大学COCセンター・所長（2013 - 2014年）、鈴鹿警察協議会・委員（三重県公安委員会より委嘱）（2013 - 2014年）、日本スリランカ国交樹立60周年記念事業in鈴鹿・実行委員会委員長（2012 - 2013年）、三重県多文化共生推進会議・委員（2012 - ）、公益財団法人「日本高等教育評価機構」・日本高等教育評価機構・評価委員（2012 - 2015年）、地域活性化のための「セイロン瓜プロジェクト」理事長（2011年 - ）、鈴鹿市共生社会推進指針策定委員会・委員長（2010 - 2011年）、第20回開発教育全国大会in三重・実行委員会委員長（2011年）、三重県協力隊を育てる会・会長（2010 - 2014年）、愛知グローバルプラン中間評価検討会・委員（2010 - ～2011年）、SUZUKA産学官交流会・設立10周年記念事業・実行委員（2009年）、鈴鹿市共生社会推進会議・アドバイザー（2008 - 2011年）、鈴鹿国際大学・開発と文化研究センター・所長（2008 - 2013年)、愛知県地方計画委員会・専門委員（2007 - 2008年)、三重県国際交流財団・理事（2001 - 2017年)、鈴鹿国際大学・開発と文化研究センター・チーフコーディネーター (1996 - 2007年)、NPO法人タランガ・フレンドシップ・グループ・理事長（1993年 - ）などがある。

## 表彰など
昨今の表彰には、JICA理事長賞（2020）（独立行政法人　国際協力機構）、「影響力のある500人のリーダー」(500 Leaders of Influence)・アメリカン紳士録協会（1998年）（米国）「20世紀の2000人の顕著者」賞（2000 Outstanding People of the 20th Century)・国際紳士力協会（1997年）(イギリス）、「学年成績最優秀」（First Class Honors)・ケラニヤ大学（1978年）(スリランカ）、などがある。